# Pleurothallis dilemma
Pleurothallis dilemma är en orkidéart som beskrevs av Carlyle August Luer. Pleurothallis dilemma ingår i släktet Pleurothallis och familjen orkidéer.
Artens utbredningsområde är Ecuador. Inga underarter finns listade i Catalogue of Life.